# 希恩斯多夫
希恩斯多夫是奥地利施蒂利亚州魏茨县的一个市镇。总面积4.53平方公里，总人口702人，人口密度155.0人/平方公里（2005年）。